# منتخب الفلبين لكرة القدم
منتخب الفلبين لكرة القدم (بالفلبينية: Pambansang koponan ng futbol ng Pilipinas‏)   يمثل الفلبين في رياضة كرة قدم الدولية. يشرف عليه الاتحاد الفلبيني لكرة القدم (PFF) الهيئة المنظمة لكرة القدم في الفلبين.
بالرغم من أنه أحد أقدم فرق كرة القدم في آسيا، إلا أنه لم يحقق سوى القليل من النجاح لا سيما في الفترة الأخيرة. كما أنه لم يتأهل لنهائيات كأس العالم. كان له بعض الانجازات خلال الفترة 1913-1934 على صعيد ألعاب الشرق الأدنى الآسيوية.

## الملعب الخاص

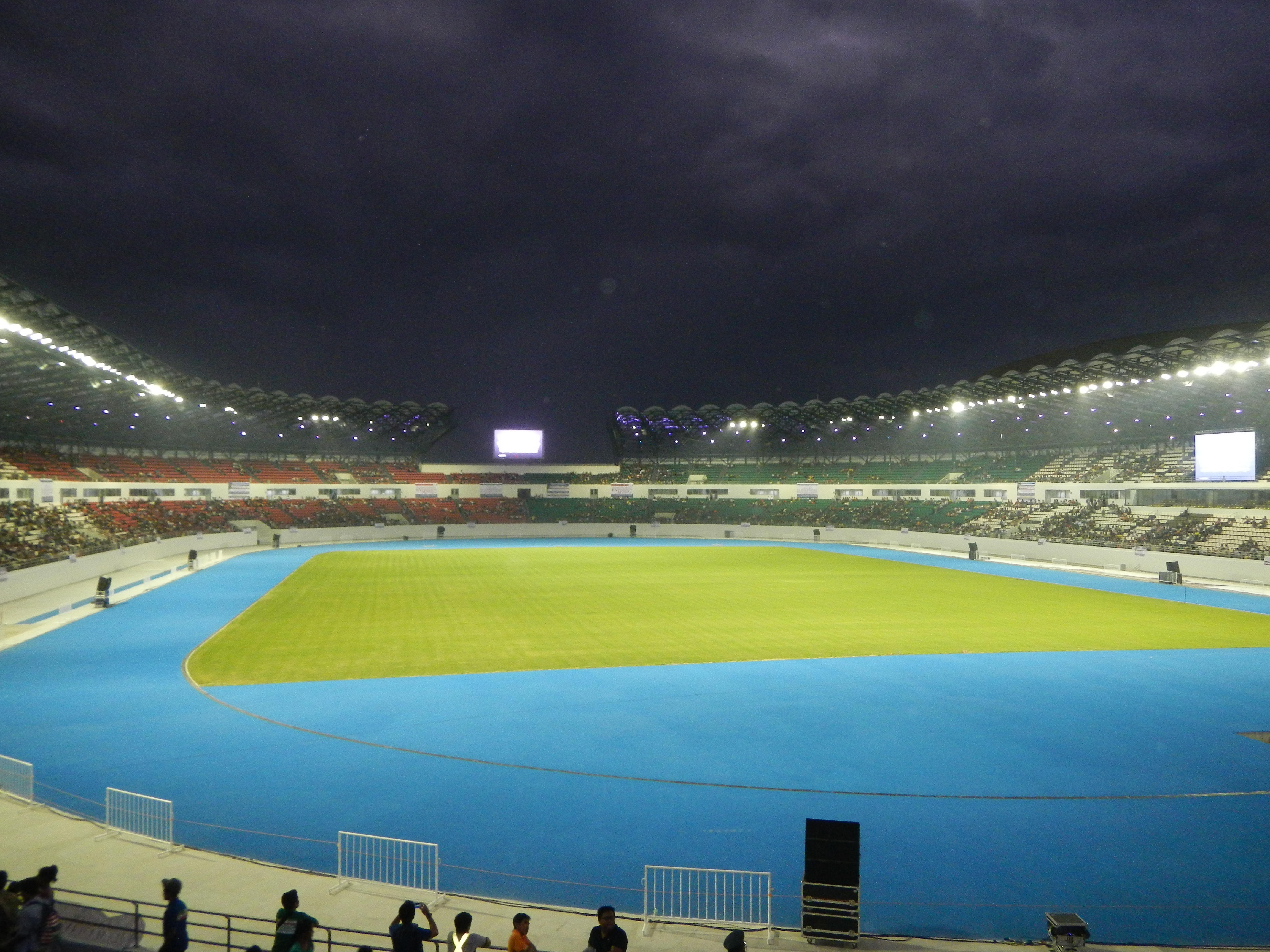
ملعب ريزال التذكاري

ملعب ريزال التذكاري هو الملعب الرئيسي لرياضة كرة القدم في مجمع ريزال التذكاري الرياضي، الذي يقع في مانيلا عاصمة الفلبين. وهو الاستاد الوطني لدولة الفلبين.  احتضن هذا الملعب دورة الألعاب الآسيوية 1954 ودورة ألعاب جنوب شرق آسيا في ثلاث مناسبات. قبل تجديده في عام 2011، كان الملعب سيئ للغاية، وكان غير صالح للعب المباريات الدولية. تم افتتاح الملعب عام 1934 وهو يتسع الآن لحوالي 30,000 متفرج أما على مقاعد كرة القدم فلا يتسع سوى لـ 12,873. الملعب هو المقر الرسمي لمنتخب الفليبين لكرة القدم.

## قمصان المنتخب عبر التاريخ
| كأس آسيا 2019 (أساسي) | كأس آسيا 2019 (احتياطي) |

## الانجازات
- وصيف – كأس التحدي الآسيوي 2014

## وصلات خارجية
- الفلبين على FIFA.com